# Ariel Rot
Ariel Eduardo Rotenberg Gutkin (Buenos Aires, 19 de abril de 1960), conocido como Ariel Rot, es un guitarrista, cantante, compositor y productor musical argentino de rock y blues, residente en España. Formó parte del grupo Tequila y más tarde de Los Rodríguez. Desde la separación de este grupo, emprendió una carrera solista.

## Biografía
Ariel Rot nació en Buenos Aires el 19 de abril de 1960 y desde pequeño vivió rodeado de artistas. Su hermana, Cecilia Roth, es una conocida actriz, y su madre es Dina Rot, cantante de música sefardí que ha editado numerosos álbumes. Su familia paterna, de origen judeo-ucraniano, se estableció en Argentina huyendo del nazismo primero y del estalinismo después. En aquellos años se declara fan de Oscar Alemán.
En 1976 emigró junto con su familia a España, perseguidos por la dictadura argentina, y ya allí se juntó con el grupo que un tiempo después pasaría a ser conocido como Tequila, con célebres canciones como "Salta!" "Dime que me quieres" y "Rock and Roll en la plaza del pueblo", que lo lanzarían a la fama. El grupo lo formaban junto a Ariel el también argentino Alejo Stivel, Felipe Lipe, Manolo Iglesias y Julián Infante, que lo acompañaría después en Los Rodríguez. En aquellos años Ariel entabló una estrecha amistad con Sergio Makaroff, que fue compositor en esta época de temas como "El ahorcado", "Todo se mueve", "Quiero besarte" y el "Rock del ascensor", y que fue uno de los letristas de sus discos como solista.
Tras la disolución del grupo, en 1983, Rot comienza una breve carrera en solitario. A esta época pertenecen los discos Debajo del puente (1984) y Vértigo (1985), así como otras composiciones que fueron grabadas posteriormente con Los Rodríguez ("Tú me estás atrapando otra vez"). En esa etapa escribió canciones para su hermana Rubí pero luego Rot regresó a Argentina.
Pasado este período y tras acompañar a Andrés Calamaro en dos de sus álbumes en solitario, Por mirarte y Nadie sale vivo de aquí, junto con Julián Infante y Germán Vilella formaron el conocido grupo de rock Los Rodríguez, en el que permaneció gran parte de la década de 1990. Esta banda se caracterizó por el uso de ritmos latinos (milonga, rumba, entre otros) fusionados con el rock. Una fórmula exitosa para el mercado discográfico español.
Mientras los Rodríguez realizaban su última gira, ya tomada la decisión de disolver el grupo, retomó su carrera en solitario hasta hoy en día. De esta etapa destacan discos como Hablando solo, Cenizas en el aire, Lo siento Frank, Ahora piden tu cabeza, Dúos tríos y otras perversiones, Solo Rot, La Huesuda y La Manada.
Entre las canciones que Rot ha compuesto a lo largo de su carrera musical, se pueden destacar "Mucho mejor", "Me estás atrapando otra vez" para Los Rodríguez, "Vicios caros", "Cenizas en el aire" y "Gustos sencillos" (dedicada a su hijo) de su etapa en solitario. En ellas conserva la tendencia a la incorporación de ritmos latinos (por ejemplo la transformación del rock "Mucho mejor" en un tango), aunque adoptando un estilo más personal, distinto al modelo difundido por Los Rodríguez.
Entre las colaboraciones de Ariel Rot con otros artistas se destaca el tema de Extremoduro "Volando solo" incluido en el disco Deltoya. La canción "Dulce Chica Triste" del disco Neverly Brothers de los hermanos Guille y Fernando Martín. Los hermanos Makaroff también han tenido un gran espacio en su producción musical realizando numerosas letras, en particular Sergio Makaroff ("Hasta perder la cuenta", entre muchas otras).

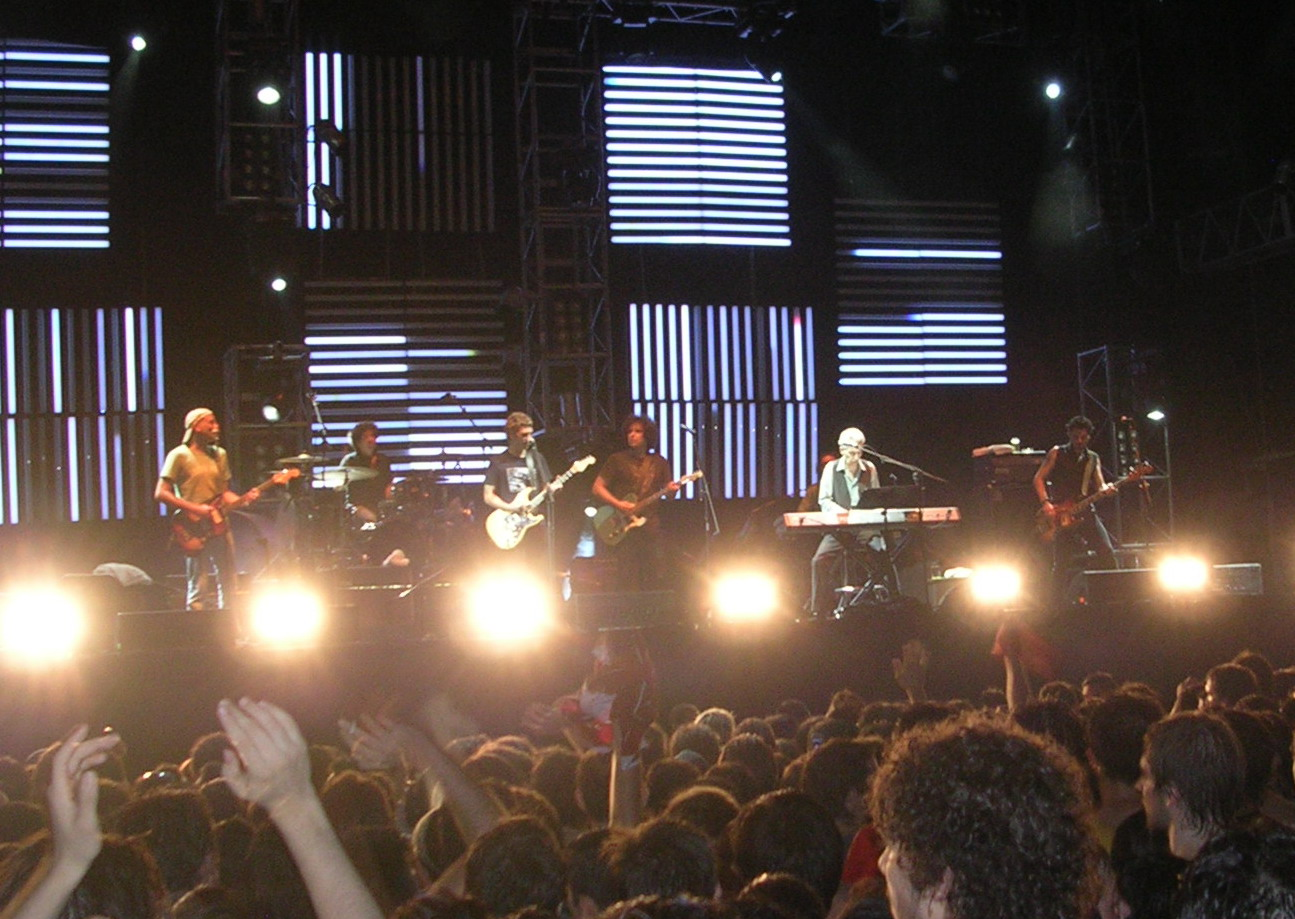
Ariel Rot junto a Andrés Calamaro en la gira Dos Rodríguez en Buenos Aires (diciembre de 2006).

En septiembre de 2007 colaboró junto con Jaime Urrutia en el programa radiofónico La ventana. Asimismo participó junto a la banda Phantom Club en su concierto en la ciudad de Tui, presentando su disco Muchas Noches, Buenas Gracias, concretamente en el sencillo "Puro Funkytown". Acompaña usualmente a otros argentinos en pequeños conciertos en la capital madrileña, como a Andy Chango, Marcelo Champanier y Claudio Gabis.
En 2019 se estrenó como presentador de un programa musical en TVE, con "Un país para escucharlo"
En marzo de 2020 colaboró con la iniciativa Yo me quedo en casa participando en el Festival desde Instagram. Más tarde, en mayo del mismo año publicó una versión del tema "Emociones escondidas" con un cuarteto de cuerdas y piano.

### Los Rodríguez 2020-2021
En octubre de 2020, Los Rodríguez se reunieron con motivo de los treinta años del nacimiento de la banda, participaron de la presentación del libro Sol y sombra  y presentaron un disco recopilatorio.

## Vida personal
Tiene pareja estable desde hace más de 25 años y es padre de 2 hijos, Mateo (nacido en 2002) y Valentina (nacida en 2005).

## Discografía

### Con Moris
- Fiebre de vivir (1978)

### Con Tequila
- Matrícula de honor (1978)
- Rock and Roll (1979)
- Viva Tequila (1980)
- Confidencial (1981)
- Vuelve Tequila (Recopilatorio, 2008)
- Adios Tequila en Vivo (Directo Wizink Center, 2019)

### Primera etapa en solitario
- Debajo del puente (1984)
- Vértigo (1985)

### Con Andrés Calamaro
- Por Mirarte (1988) - Guitarras, coros, coproductor y autor
- Nadie Sale Vivo de Aquí (1989) - Guitarras, coros, coproductor y autor.

### Con Los Rodríguez
- Buena suerte (1991)
- Disco pirata (Directo, 1992)
- Sin documentos (1993)
- Palabras más, palabras menos (1995)
- Hasta luego (Recopilatorio, 1996)
- Para no olvidar (Recopilatorio, 2002)
- En Las Ventas 7 septiembre 1993 (2020)

### Segunda etapa en solitario
- Hablando solo (1997) - Contó con los Attractions como Banda base.
- Cenizas en el aire (1999)
- En vivo mucho mejor (2001)
- Lo siento Frank (2003)
- Acústico (2003)[13]
- Ahora piden tu cabeza (2005)
- Etiqueta Negra (Recopilatorio, 2007) / Dúos, tríos y otras perversiones (2007) (en este disco canta sus temas más conocidos con artistas de la talla de Christina Rosenvinge, Jaime Urrutia, Fito Páez y Andrés Calamaro).
- Diez x tres (2009), grabación realizada con motivo del décimo aniversario de la revista Efe eme.[14]
- Solo Rot (2010). Por exigencia del artista se edita también en vinilo.[15]
- La huesuda (2013)
- La Manada (2016)

### Colaboraciones
- Plan de Huida - El Zurdo (2016)
- Carne de Cañón - Atraco (2019)
- En Mi Cartera - Atraco (2019)
- Pequeña Lolita - La Guardia - Guitarra y voz
- Demencia Temporal - Andy Chango - Guitarra y coros - Incluida en el disco 'Andy Chango' (1998)
- Miss Parrot - Ciro Fogliatta - Guitarra - Incluida en el disco 'Miss Parrot' (2002)
- Neuronas - Andy Chango - Guitarra y coros - Incluida en el disco 'Andy Chango' (1998)
- Abrazado con el dealer - Andy Chango - Guitarra y coros - Incluida en el disco 'Andy Chango' (1998)
- Lo mejor que le puede pasar a un cruasán - Andy Chango - Guitarra, bajo y coros - Incluida en la BSO de la película Lo mejor que le puede pasar a un cruasán (2003)
- Que Barbaridad! - Jaime Urrutia - Guitarra y coros - Incluida en el disco 'EnJoy' (2007)
- A Rodar Mi Vida - Fito Páez - Guitarra solista - Incluida en el disco 'El amor después del amor' (1992)
- Giros - Fito Páez - Voz y guitarra. - Incluida en el disco 'No se si es Baires o Madrid' (2008)
- Dar es Dar - Fito Páez - Guitarra y coros - Incluida en el disco 'No se si es Baires o Madrid' (2008)
- Viridiana - Joaquín Sabina - Guitarra, coros y coautor - Incluida en el disco 'Yo, mi, me, contigo' (1996)
- Desconfió - Andrés Calamaro - Guitarra solista. - Incluida en el disco 'Made in Span' (2005)
- N.Q.T.Q.E. Llega - Andrés Calamaro - Guitarra y coros. - Incluida en el disco 'El Salmón' (2000)
- Carta de Amor - Candy Caramelo - Guitarra. - Incluida en el disco 'Por amar no hay que pagar' (2008)
- Me estás Atrapando Otra vez - M-Clan - Guitarra, voz y coautor. - Incluida en el disco 'Dos noches en el Prince' (2014)
- Condena del amor - Con Jaime Urrutia Tributo a Radio Futura - Voz y guitarra. - Incluida en el disco tributo a Radio Futura 'Arde la Calle' (2005)
- Buenas intenciones - Ricardo Marín - Guitarra y voz. - Incluida en el disco 'Buenas intenciones' (2013)
- Como un condenado - Sergio Makaroff - Guitarra, coros y dirección artística. - Incluida en el disco 'Número uno' (2008)
- Volando solo - Extremoduro - Guitarra solista. - Incluida en disco ‘Deltoya’(1992)
- Rock´n Rollmops - Andy Chango - Guitarra y voz. - Incluida en disco 'Boris Vian'(2008)
- Tranqui tronqui - Sergio Makaroff - Guitarra y bajo. - Incluida en disco 'Un hombre feo'(1996)

Coros, guitarras, bajo y dirección artística en los discos de Andy Chango, Makaroff, Champanier, Calamaro, Etc

### Como productor
- Persecución - Los Pistones (1983)
- Las Fantásticas Aventuras del Capitán Angustia - Andy Chango (2001)